# Djibo Yacouba
Djibo Yacouba (né le 28 février 1923 à Téra et mort le 4 août 1968 à Niamey) est un homme politique et diplomate nigérien.

## Les premières années de la vie professionnelle
Djibo Yacouba effectue sa scolarité en premier lieu à Téra, sa ville natale, ensuite à Niamey, où il fréquente d'abord l'École régionale ensuite l'École primaire supérieure. La nécessité de poursuivre ses études le conduit à Dakar où il fréquente de 1940 à 1943 l'École normale William-Ponty, section Enseignement. Exempté du service militaire, il entre en service comme instituteur adjoint et est affecté comme économe à l'École professionnelle et au Cours normal de Niamey. Après Niamey, il exerce dans d'autres villes du Niger comme enseignant. Au nombre de ses activités extra-professionnelles, figure en bonne place le théâtre. Il a en effet marqué, aux côtés de Mahamane Dan Dobi, Souleymane Ly et Zada Niandou, la vie théâtrale dans les centres urbains du Niger dans les années 1940 et 1950. Il écrit une pièce de théâtre Le Marché noir dans laquelle sont abordés les problèmes de la vie dans la ville en Afrique. Ces années sont également marquées par son engagement intense dans la vie politique, précisément les luttes d'indépendance.

## Carrière politique
En 1956, Djibo Yacouba entre dans la vie politique, qu'il débute comme conseiller municipal et conseiller territorial. Il est plus tard élu député Parti progressiste nigérien (PPN-RDA) d'abord à l'Assemblée territoriale, ensuite à l'Assemblée nationale. Lors de la constitution du premier gouvernement en 1958, le président Hamani Diori lui confie le portefeuille de ministre de l'Élevage et Industries animales. Dans les années qui suivent, il occupe le poste de ministre de l'Économie rurale et celui de la Défense, de l'Information et de la Jeunesse. En novembre 1966, il est nommé ambassadeur en Belgique et représentant auprès de la Communauté économique européenne (CEE) à Bruxelles. Il meurt dans un accident de voiture lors d'une mission à Niamey, en août 1968, laissant une veuve, Fatou Djibo, enseignante et militante des droits des femmes, et 8 enfants. La rue dans laquelle s'est déroulé l'accident reçoit son nom mais à l'occasion d'un changement de régime survenu en 1975, elle est débaptisée.